# Зрубанка
Зрубанка (укр. Зрубанка) — село,
Золочевский поселковый совет,
Золочевский район,
Харьковская область, Украина.
Код КОАТУУ — 6322655105. Население по переписи 2001 года составляет 65 (25/40 м/ж) человек.

## Географическое положение
Село Зрубанка примыкает к пгт Золочев. Рядом с селом протекает Зрубанский ручей устье которого расположено в нескольких километрах на юго-запад на котором расположен Зрубанский пруд. Так же у ручья есть одна большая притока Дуванский ручей устье которого расположено восточней в селе Дуванка. На котором сделано несколько запруд. Восточную часть села, которая расположена на противоположном берегу ручья, называют Старая Зрубанка.

## Происхождение названия
В некоторых документах село называют Срубанка.

## История
- 1775 — дата основания.
- В 1940 году, перед ВОВ, в селе было  32 двора.[1]

## Экономика
- Зрубанский пруд в частном владении директора местного колхоза ТОВ «Золочевское»
- Небольшие домашние хозяйства. Почти вся произведенная продукция используется в собственных целях.